# Estonia ai XVII Giochi olimpici invernali
L'Estonia partecipò ai XVII Giochi olimpici invernali, svoltisi a Lillehammer, Norvegia, dal 12 al 27 febbraio 1994, con una delegazione di 26 atleti impegnati in sei discipline.